# Канатна дорога Балчова
38°23′14″ пн. ш. 27°02′40″ сх. д. / 38.387166666667° пн. ш. 27.044416666667° сх. д.
Канатна дорога Балчова (тур. Balçova Teleferiği) або Ізмірська канатна дорога (тур. İzmir Teleferik) — двостанційна гондольна канатна дорога в Ізмірі, Туреччина. 
Розташована в районі Балчова, діє між пагорбом Єшилоглу та вершиною гори Деде. 
Це друга найстаріша канатна дорога в країні після канатної дороги Бурса — Улудаг.
Підйомник Балчова побудовано в 1972/73 рр. німецькою компанією, відкрито 24 березня 1974 року. 

Вартість будівництва становила 695 000 марок. 

У 2008 році, після звіту Ізмірського відділення Палати інженерів-механіків, лінію закрили з міркувань безпеки. .
Ремонт коштував ₺15,5 мільйонів, лінію знову введено в експлуатацію 31 липня 2015 року 

Канатна дорога належить столичному муніципалітету Ізміру. 

## Технічні характеристики
- Довжина: 810,71 м[11]
- Перепад висот: 351,66 м[11]
- Швидкість: макс. 5 м/с[11]
- Перевезення: 1200 осіб/годину[11]
- Кількість кабін: 20[11]
- Місткість кабіни: 8[11]
- Діаметр троса: 45 мм[11]